# Toquí arlequí
El toquí arlequí (Atlapetes melanopsis) és un ocell de la família dels passerèl·lids (Passerellidae). Habita una petita zona de selva humida, a la llarga del riu Mantaro, als Andes del Perú.

## Descripció
Mesura uns 19 cm. Té el dors de color gris fosc i gris més clar per sota amb un centre blanquinós al ventre. Té un cap vermellós amb front, brida i àrea al voltant de l'ull negres. També té una franja malar negra i taques blanques al front. El juvenil té el negre més extens a la cara. S'alimenta al matoll andí i al sotabosc pròxim al bosc.

## Distribució
És endèmic de Perú. El toquí arlequí és rar i local en matolls montans i vores de boscos a la part superior de la vall del Mantaro. Generalment es troba en elevacions entre 2500-3400 m.
La distribució del toquí arlequí no se superposa amb la dels molt similars toquí d'Apurímac (Atlapetes forbesi) i toquí cap-roig (Atlapetes rufigenis).

## Etimologia
El nom «Atlapetes» deriva del grec antic “Atles” que en la mitologia grega va ser un tità que va ser convertit en una muntanya. «Pets» deriva també del grec antic i significa “ocell”. L'epítet «melanopsis» prové del grec antic «melas» que significa “negre” i «opsis» “cara”.